# Association internationale des musées de femmes
L'association internationale des musées des femmes (International Association of Women's Museums) est une organisation dont le siège principal se trouve à Bonn et le conseil d'administration à Merano (Italie). Ce réseau, créé en 2008 à Merano se transforme en association à but non lucratif en 2012, à Alice Springs. Sa mission principale est de mettre en relation les divers musées consacrés aux femmes à travers le monde et de défendre leurs intérêts. 
Les 6 membres du conseil d'administration de l'association sont issus de continents différents. La présidente actuelle est la norvégienne Mona Holm.

## Objectif
La mission de l'IAWM est de promouvoir la question du genre dans la culture, les arts, l'éducation et les formations. IAWM travaille pour cela à renforcer la réception des musées de femmes, à promouvoir la coopération et le soutien mutuel, avec l'objectif d'obtenir une reconnaissance internationale,.
L'association fonctionne comme un réseau de mise en relation et comme un point central d'interaction, dans l'intérêt des musées et des initiatives consacrées aux femmes dans le monde entier.

## Historique

### Contexte: les musées de femmes
Des musées de femmes indépendants existent sur chaque continent. Leur émergence concomitante aux USA et en Europe, résulte du contexte bien particulier de la deuxième vague du féminisme qui comprend une nouvelle compréhension de l'histoire du genre. 
De même, les musées des autres continents ont été créés à partir du féminisme moderne et se sont donné pour objectifs de fournir au public des perspectives sur l'histoire des femmes, la culture et l'art féminins. Les musées des femmes proposent au public des formations pour une prise de conscience, des possibilités d'actions indépendantes et des outils pour mettre fin aux discriminations envers les femmes. 

### L’association
L'association IAWM est née d'un réseau de Musées des femmes fondé à Merano en 2008. Le Musée des femmes de Merano et du Sénégal ont organisé un premier congrès rassemblant 25 musées provenant de cinq continents. La lauréate du Prix Nobel de la Paix (2003), Shirin Ebadi, est invitée à endosser le rôle de marraine du congrès. Elle est depuis la marraine permanente du réseau.
En 2012, le réseau se constitue en association à Alice Springs, Australie, lors du 4e congrès international des musées des femmes. 